# Ayoub Arakhi
Ayoub Arakhi  (ur. 23 maja 1982) – irański lekkoatleta specjalizujący się w rzucie oszczepem.
W 2005 zajął czwarte miejsce na mistrzostwach Azji. Srebrny medalista mistrzostw Azji Zachodniej z 2012. 
Medalista mistrzostw Iranu, stawał na podium mistrzostw Białorusi. 
Rekord życiowy: 75,70 (3 września 2015, Sziraz).

## Osiągnięcia
| Rok  | Impreza                     | Miejsce | Pozycja    | Wynik |
| ---- | --------------------------- | ------- | ---------- | ----- |
| 2005 | Mistrzostwa Azji            | Incheon | 4. miejsce | 74,77 |
| 2012 | Mistrzostwa Azji Zachodniej | Dubaj   | 2. miejsce | 67,15 |